# Papir 129
Papir 129 (en la numeració Gregory-Aland), designat per 𝔓129, és un manuscrit en papir d'una part de l'epístola del Nou Testament 1 Corintis.

## Localització
Actualment es conserva al Museu de la Bíblia i a la col·lecció Stimer de Califòrnia. L'octubre de 2019, l'Egipte Exploration Society (EES) va afirmar que el fragment conservat al Museu de la Bíblia va ser eliminat sense autorització de la seva col·lecció pel seu editor general, el professor Dirk Obbink. El Museu de la Bíblia reconeix la reclamació de propietat de l'Egipte Exploration Society i està treballant per restaurar els articles a la seva col·lecció. L'EES ha elogiat el Museu de la Bíblia per la seva col·laboració.